# Торе де' Пасери
То̀ре де' Па̀сери (на италиански: Torre de' Passeri) е малко градче и община в Южна Италия, провинция Пескара, регион Абруцо. Разположено е на 172 m надморска височина. Населението на общината е 3229 души (към 2010 г.).